# Kvarnhuskällaren

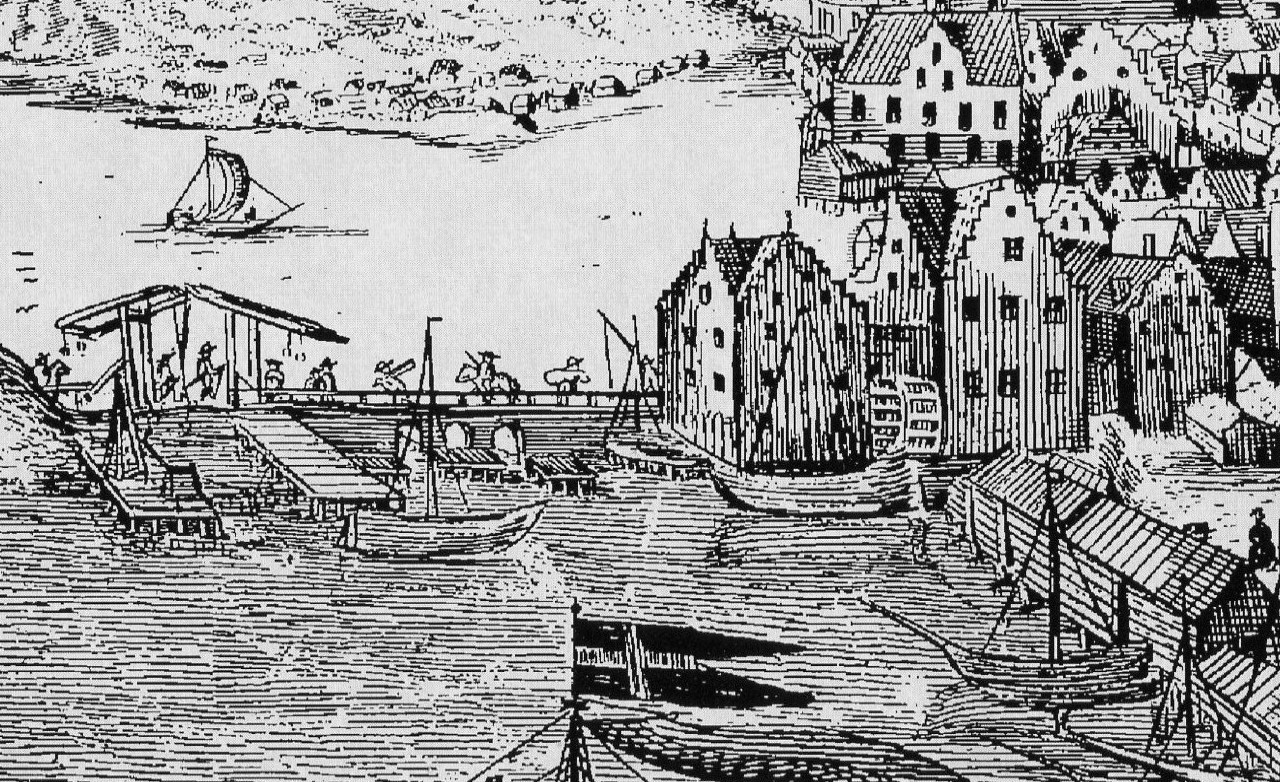
Drottning Kristinas sluss sedd från öster 1642 med kvarnhuset till höger. Illustration av Wolfgang Hartmann.

Kvarnhuskällaren var en vinkällare som på 1600- och 1700-talen låg i Slussenområdet mellan Gamla stan och Södermalm i Stockholm. Här fanns på 1600- och 1700-talen en större vattenkvarn vars kvarnhus inrymde ett för tiden känt utskänkningsställe.

## Slussens vattenkvarn

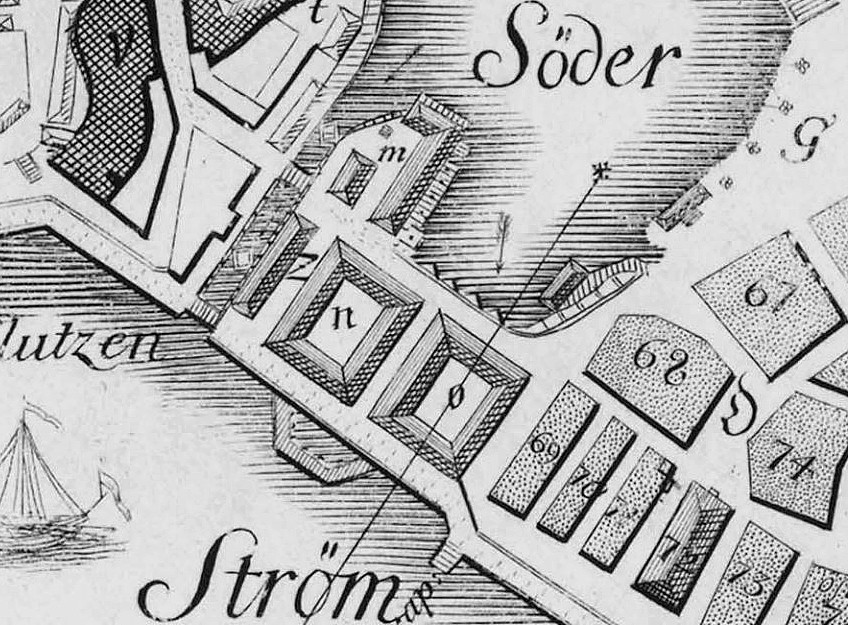
Slussenområdet på Petrus Tillaeus karta från 1733. Litt o: "Södra Quarn".
Norr är till höger.

I Slussenområdet fanns på 1600- och 1700-talen en större vattenkvarn som drevs av Söderströmmens vattenkraft. Kvarnen låg vid vattenrännan norr om själva slussen och fanns under Drottning Kristinas slussens och Christopher Polhems slussens tid (ungefär mellan 1640 och 1850). I mitten av 1700-talet drev kvarnen åtta par kvarnstenar vilket framgår av Jonas Brolins Stockholmskarta från 1771. Kvarnen gav upphov till gatunamnet "Qvarnhusgatan" (1719) och "Qvarnhusgränden" (1771) som låg mitt i Slussenområdet. På en illustration av Wolfgang Hartmann från 1642 syns två byggnader med två höga vattenhjul där emellan. I ett av husen närmast Järntorget låg troligen Kvarnhuskällaren. Platsen motsvaras idag av Slussplan.

## Kvarnhuskällaren
Den första kända vinskänken på Kvarnhuskällaren var den tyske källarmästaren Hans Fogt, även stavat Voigt eller Vogt, verksam i Göteborg (död 1699). Han hade under 1600-talets slut flera representanter i Stockholm och hans vinkällare uppgavs ligga "vid kvarnhuset". I major Andreas Joachim von Henels adressbok Den nu för tiden florerande widtberömde kongl. Residencestaden Stockholm från 1728 upptas även "Qwarnhuuskiällaren" som innehades vid denna tid av Christian Emanuel Megander, vilken tillhörde en känd vinskänksläkt. 
Exakt i vilken av byggnaderna vid Slussen Kvarnhuskällaren var inhyst är inte känt, inte heller hur länge stället existerade. Redan på 1750-talet förändrades området genomgripande när Christopher Polhems sluss anlades och när Nils Ericsons sluss byggdes cirka 100 år senare fanns inte heller någon vattenkvarn kvar. 